# Sweetie (film)
Sweetie is een Australische dramafilm uit 1989 en was het regiedebuut van Jane Campion. De film ging in première op het Filmfestival van Cannes waar het geselecteerd werd voor de competitie. Ook won de film een Independent Spirit Award voor beste buitenlandse film.

## Plot
Een introspectieve jonge vrouw haar leven wordt op zijn kop gezet door de komst van haar onaangepaste zus.